# Hockey op de Middellandse Zeespelen
Hockey is een sport die tot en met 1979 op het programma van de Middellandse Zeespelen stond.

## Geschiedenis
Hockey stond tot op heden drie keer op het programma van de Middellandse Zeespelen. De eerste maal was in 1955, in het Spaanse Barcelona. Het gastland ging met de titel aan de haal, Egypte en Frankrijk vervolledigden het podium. Na een onderbreking in 1959 was de sport acht jaar later opnieuw present in het Italiaanse Napels. Ditmaal won de Verenigde Arabische Republiek (de facto Egypte) de gouden medaille, voor Spanje en Italië. Na deze tweede editie was het wachten tot 1979 vooraleer er weer hockey te zien was op de Middellandse Zeespelen. Joegoslavië, dat ook gastland was, ging met de titel aan de haal, Spanje en Italië mochten als tweede en derde mee op het podium.

## Onderdelen
| Onderdeel | 51 | 55 | 59 | 63 | 67 | 71 | 75 | 79 | 83 | 87 | 91 | 93 | 97 | 01 | 05 | 09 | 13 | 18 | 22 | Totaal |
| --------- | -- | -- | -- | -- | -- | -- | -- | -- | -- | -- | -- | -- | -- | -- | -- | -- | -- | -- | -- | ------ |
| Mannen    |    | •  |    | •  |    |    |    | •  |    |    |    |    |    |    |    |    |    |    |    | 3      |
| Totaal    | 0  | 1  | 0  | 1  | 0  | 0  | 0  | 1  | 0  | 0  | 0  | 0  | 0  | 0  | 0  | 0  | 0  | 0  | 0  | 3      |

## Medaillewinnaars
| Jaar | Goud                          | Zilver | Brons     |
| ---- | ----------------------------- | ------ | --------- |
| 1955 | Spanje                        | Egypte | Frankrijk |
| 1963 | Verenigde Arabische Republiek | Spanje | Italië    |
| 1979 | Joegoslavië                   | Spanje | Italië    |

## Medaillespiegel
| Plaats | Land        | Goud | Zilver | Brons | Totaal |
| 1      | Spanje      | 1    | 2      | 0     | 3      |
| 2      | Egypte1     | 1    | 1      | 0     | 2      |
| 3      | Joegoslavië | 1    | 0      | 0     | 1      |
| 4      | Italië      | 0    | 0      | 2     | 2      |
| 5      | Frankrijk   | 0    | 0      | 1     | 1      |
| Totaal | Totaal      | 3    | 3      | 3     | 9      |

1: de Verenigde Arabische Republiek werd de facto in 1961 opgeheven toen Syrië eruit stapte en Egypte als enige overbleef. Het land besloot echter de naam Verenigde Arabische Republiek te blijven aanhouden tot 1970. Desalniettemin wordt de medailles die de Verenigde Arabische Republiek in 1963 won tegenwoordig in de eeuwige medaillestand toegekend aan Egypte.